# The Head on the Door
The Head on the Door é o sexto álbum de estúdio da banda inglesa de rock The Cure, lançado em 26 de agosto de 1985 pela Fiction Records.
Precedido pelo single "In Between Days", que alcançou a 15ª posição no UK Singles Chart, The Head on the Door foi descrito pela Melody Maker como "uma coleção de canções pop". Com sua variedade de estilos, o álbum permitiu que o grupo alcançasse um público mais amplo tanto na Europa quanto na América do Norte. No Reino Unido, tornou-se seu álbum de maior sucesso até hoje, entrando na parada de álbuns no 7º lugar.
O álbum é o primeiro a apresentar o baterista Boris Williams. O baixista Simon Gallup, que já havia trabalhado em três grandes álbuns do Cure no início dos anos 80, foi chamado de volta antes da gravação. Em 1985 a banda se tornou um quinteto com o instrumentista Porl Thompson como seu quinto membro oficial.
| “ | Foi o álbum mais variado que já fizemos, um pouco como uma compilação de singles... Lol Tolhurst. | ” |

## Faixas
Todas as faixas escritas por Robert Smith.

### Edição Original de 1985
1. "In Between Days" – 2:57
2. "Kyoto Song" – 4:16
3. "The Blood" – 3:43
4. "Six Different Ways" – 3:18
5. "Push" – 4:31
6. "The Baby Screams" – 3:44
7. "Close to Me" – 3:23
8. "A Night Like This" – 4:16
9. "Screw" – 2:38
10. "Sinking" – 4:57

### "Deluxe Edition" de 2006

#### Disco 1
Álbum original , como acima.

#### Disco 2
1. "Inbetween Days" (Instrumental Demo) – 1:25
2. "Inwood" (Instrumental Demo) – 2:18
3. "Push" (Instrumental Demo) – 2:31
4. "Innsbruck" (Instrumental Demo) – 2:37
5. "Stop Dead" (Demo) – 3:21
6. "Mansolidgone" (Demo) – 4:06
7. "Screw" (Demo) – 3:09
8. "Lime Time" (Demo) – 2:56
9. "Kyoto Song" (Demo) – 4:28
10. "A Few Hours After This..." (Demo) – 4:36
11. "Six Different Ways" (Demo) – 3:00
12. "A Man Inside My Mouth" (Demo) – 3:00
13. "A Night Like This" (Demo) – 4:08
14. "The Exploding Boy" (Demo) – 3:06
15. "Close to Me" (Demo) – 4:03
16. "The Baby Screams" (Live) – 3:46
17. "The Blood" (Live) – 3:34
18. "Sinking" (Live) – 5:06

## Créditos
- Robert Smith - voz, guitarra, teclados
- Laurence Tolhurst - Teclados
- Porl Thompson - guitarras, teclados
- Simon Gallup - baixo
- Boris Williams - bateria, instrumentos de percussão
- Ron Howe – saxofone em "A Night Like This"